# Murato
Murato (in corso Muratu) è un comune francese di 617 abitanti situato nel dipartimento dell'Alta Corsica nella regione della Corsica.

## Geografia
Murato è situata nella vallata del Bevinco, all'interno regione naturale del Nebbio, nella Corsica nord-orientale. Sorge a 23,5 km a sud-ovest di Bastia.

## Monumenti e luoghi d'interesse

### Architetture religiose
- Chiesa di San Michele, uno dei massimi esempi di romanico pisano nell'intera Corsica.
- Chiesa dell'Annunciazione (A Nunziata) nella zona del Couvent.
- Cappella di San Giovanni Evangelista (San Giovanni Evangelista) nella zona omonima.
- Cappella di San Rocco (San Roccu) all'ovest del paese.

### Architetture civili
- Palazzo della Moneta Corsa (Palazzu di a Moneta Corsa), edificato nel 1437 dalla famiglia Murati, ha ospitato la zecca còrsa della Corsica indipendente di Pasquale Paoli. Il 1º ottobre 1939 il sotto-prefetto Tiburzio Murati vi ospitò Prosper Mérimée.
- Ponte di Torreno, a tre archi a 3127 m d'altezza, il ponte è diviso tra i comuni di Olmeta di Tuda, Murato e Rutali.
- Ponte sul Bevinco, a 493 m d'altezza.
- Ponte di Santa Lucia.
- Monumento ai Caduti.
- La fontana e l'antico lavatoio.

## Società

### Evoluzione demografica
Abitanti censiti

## Galleria d'immagini

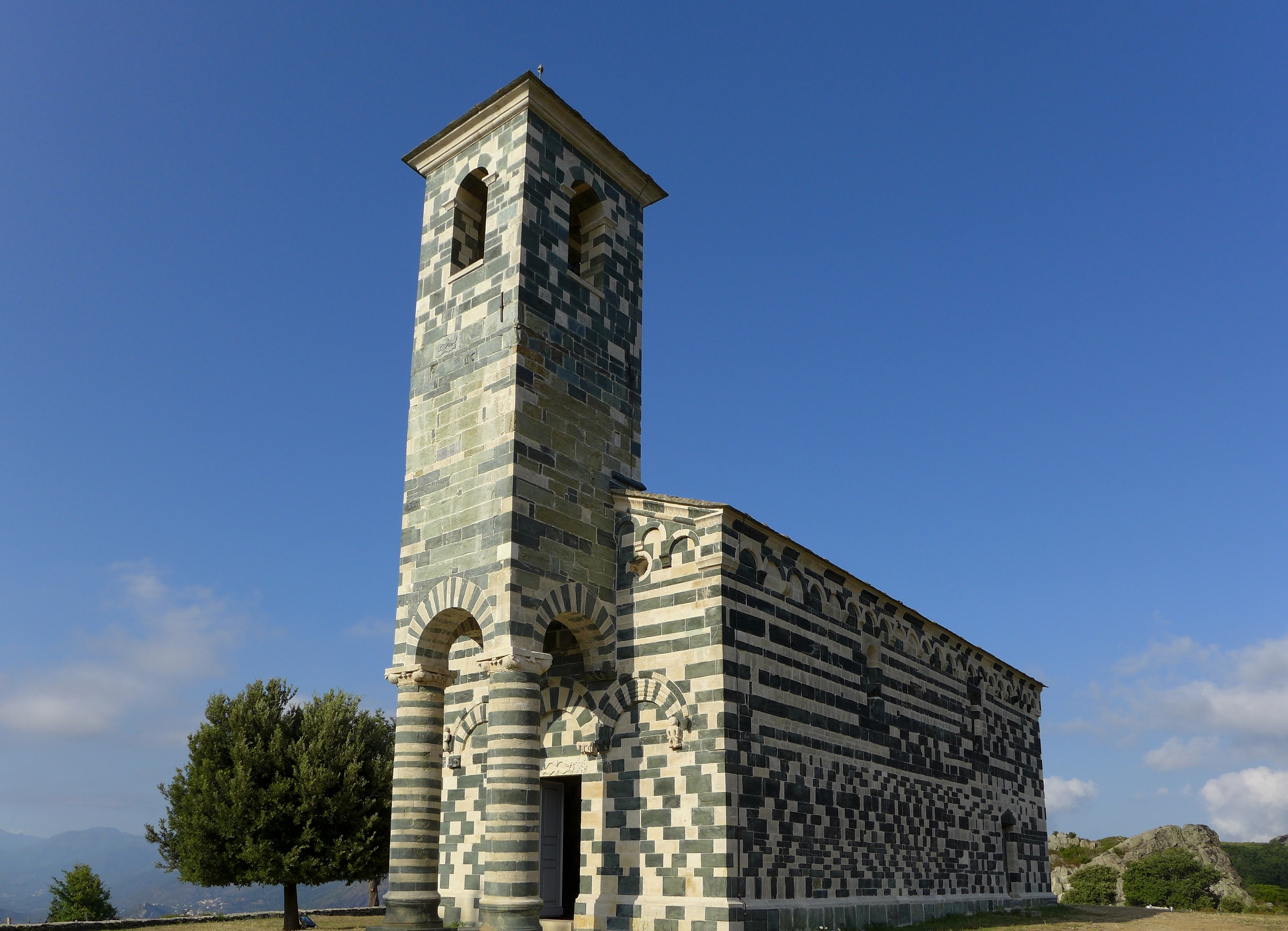
La Chiesa di San Michele di Murato
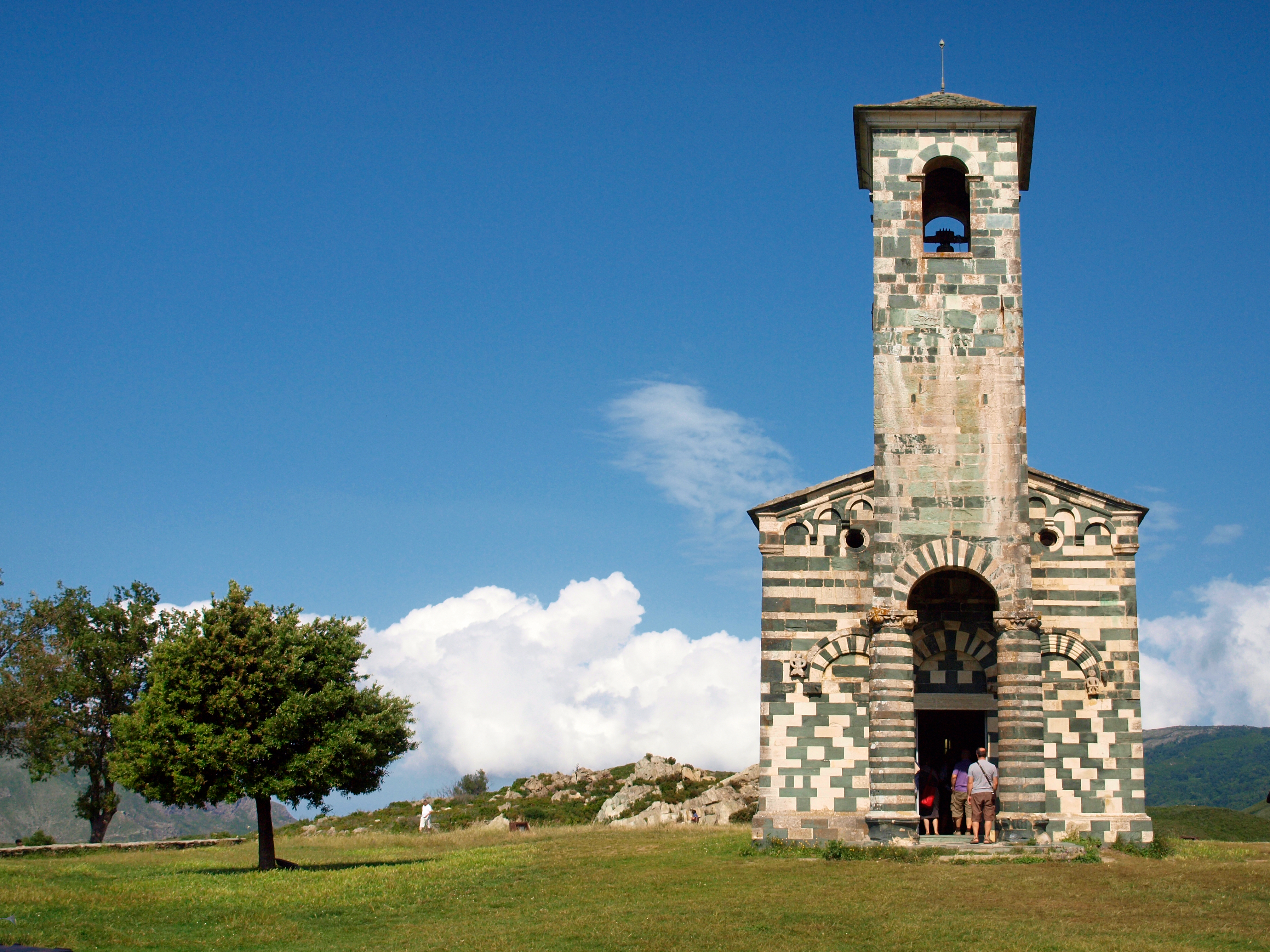
Chiesa di San Michele
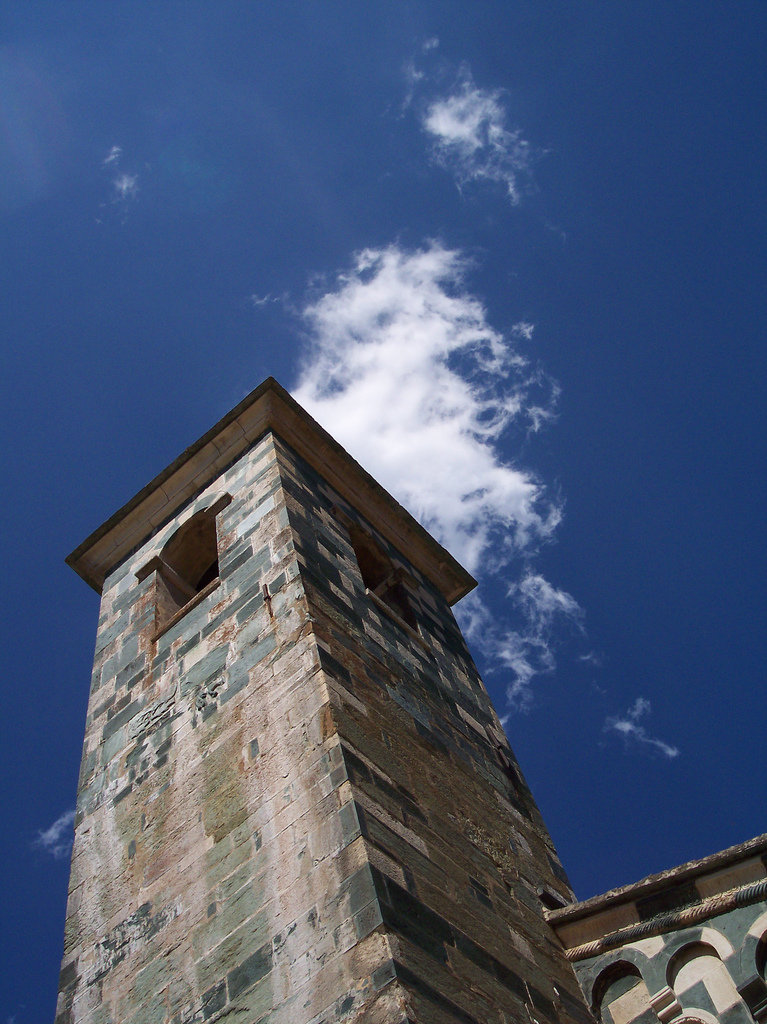
Campanile della chiesa di San Michele
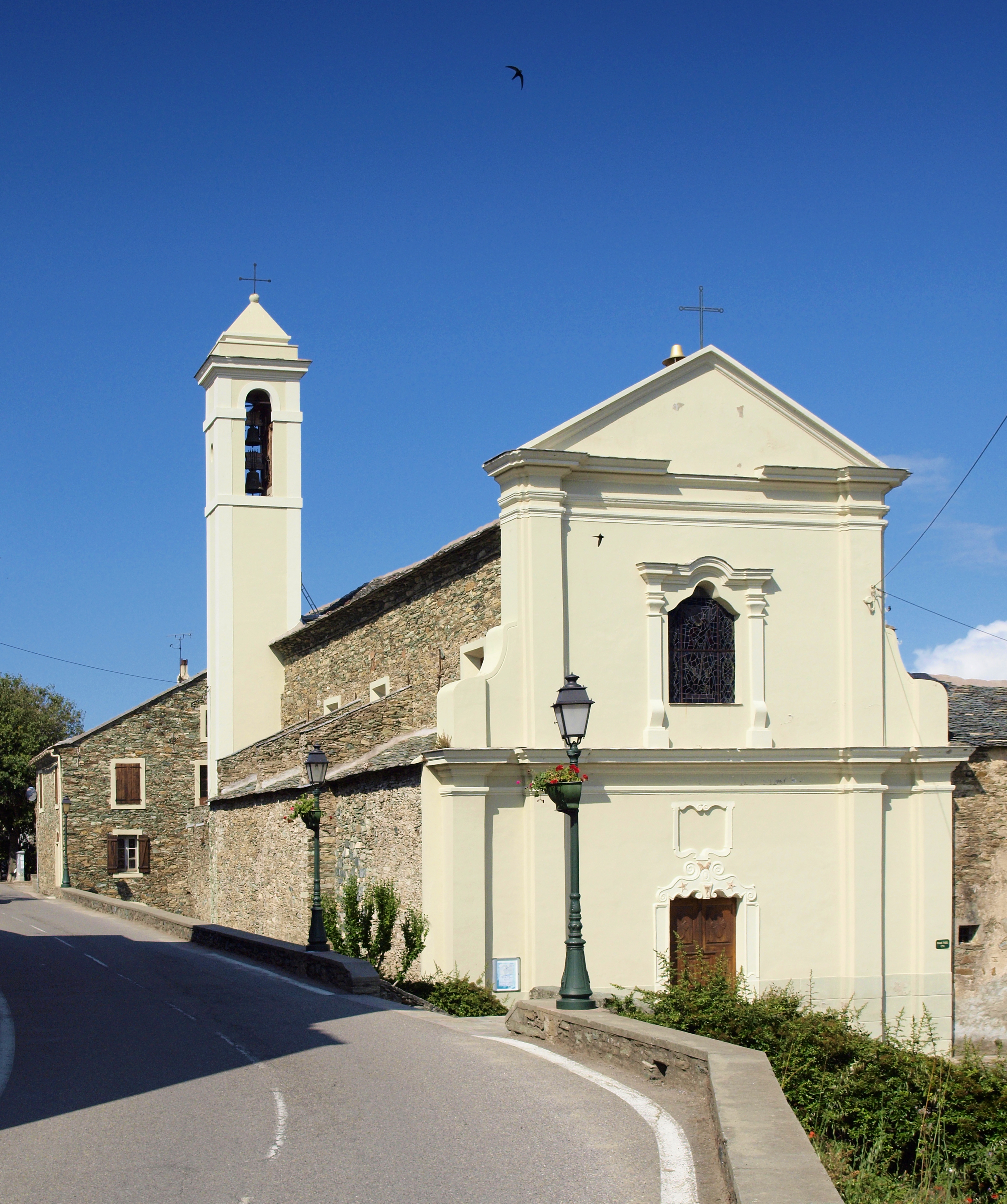
A Nunziata
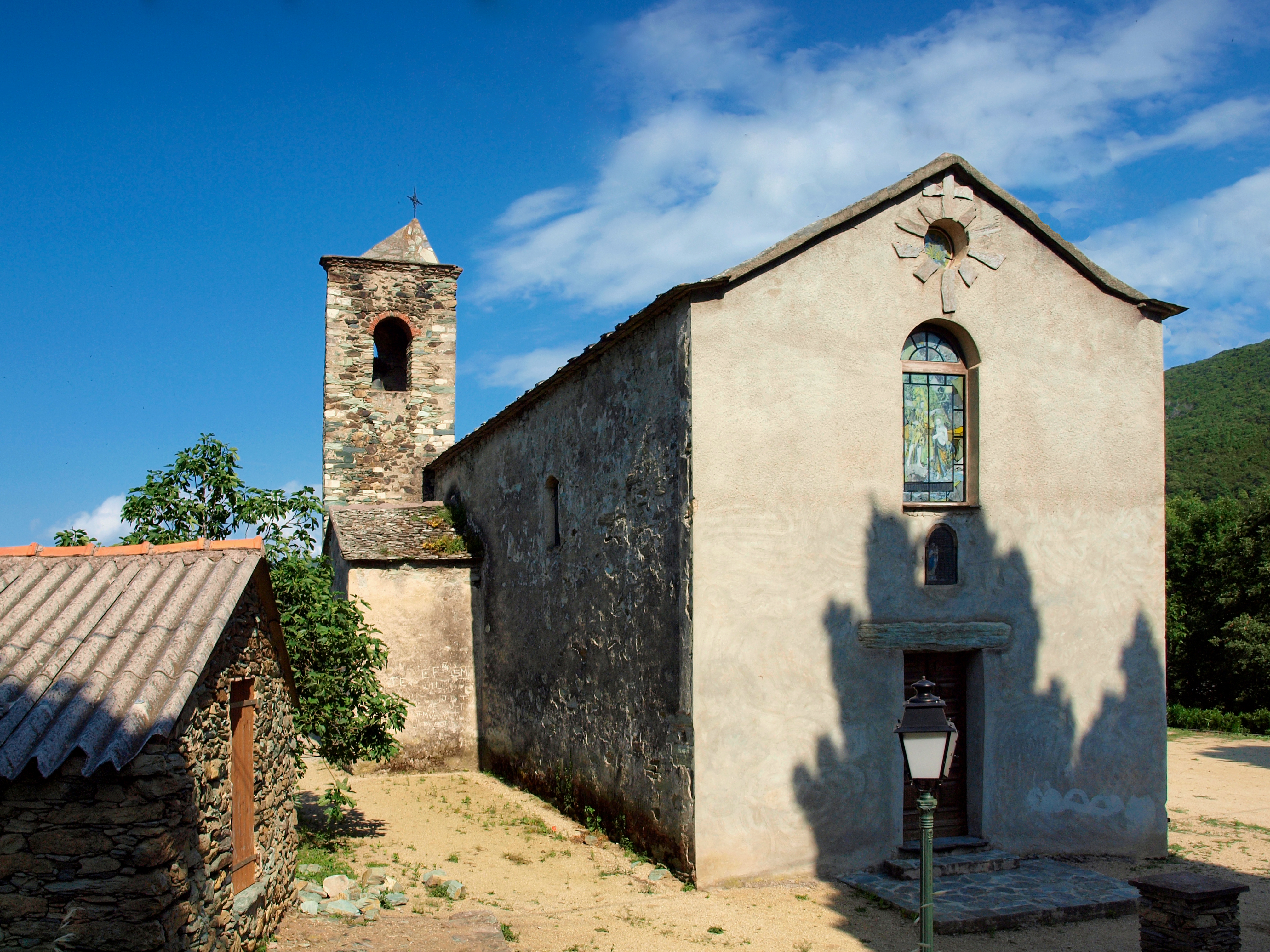
Chiesa di San Giovanni Evangelista
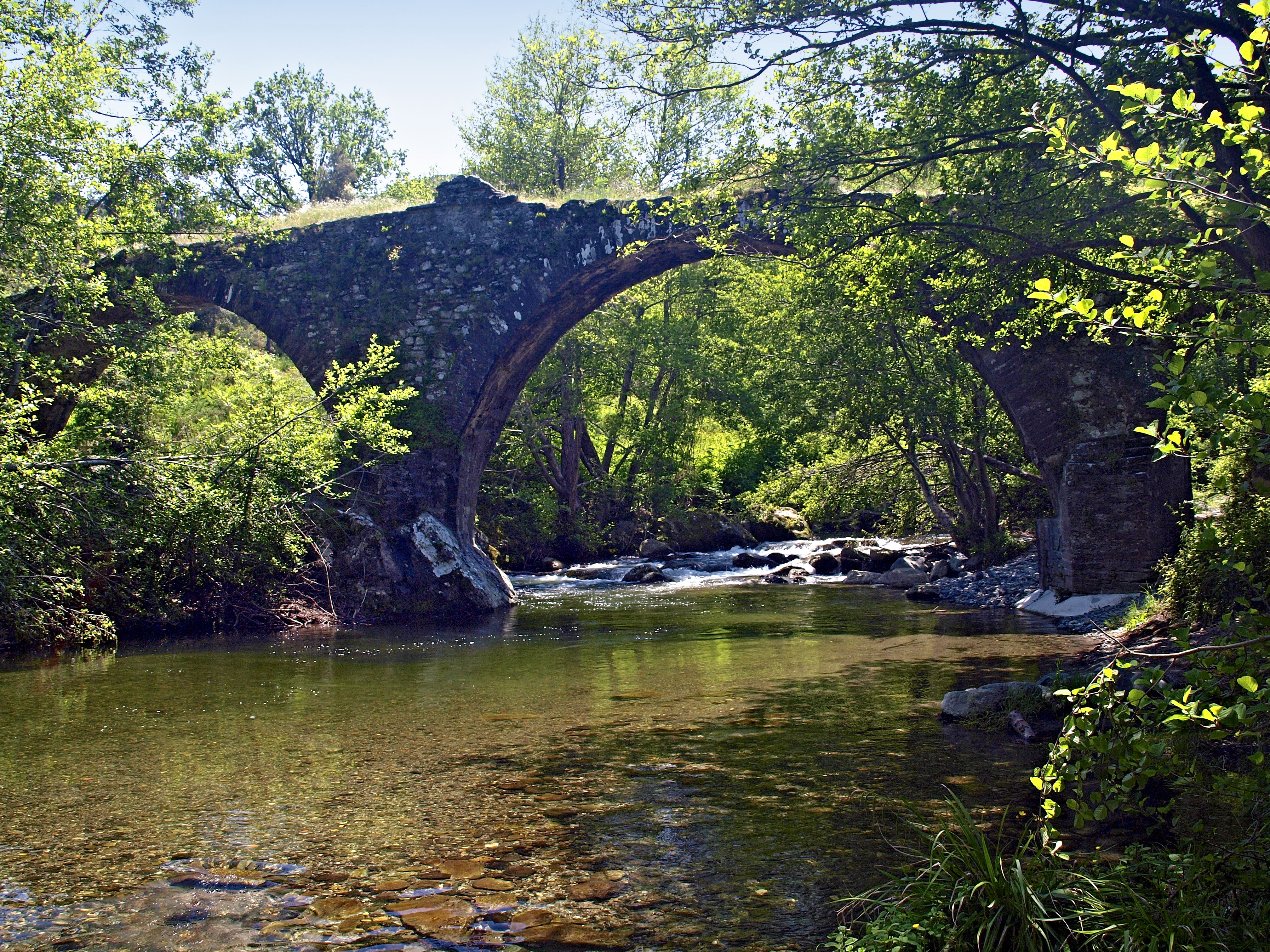
Ponte di Torreno